# Iso Isterinjärvi
Iso Isterinjärvi är en sjö i Finland. Den ligger i kommunen Uleåborg i landskapet Norra Österbotten, i den centrala delen av landet, 600 km norr om huvudstaden Helsingfors. Iso Isterinjärvi ligger 94,5 meter över havet. Arean är 1,74 kvadratkilometer och strandlinjen är 12 kilometer lång. Sjön  ingår i Ijo älvs huvudavrinningsområde. 